# Calophyllum acutiputamen
Calophyllum acutiputamen är en tvåhjärtbladig växtart som beskrevs av P. F. Stevens. Calophyllum acutiputamen ingår i släktet Calophyllum och familjen Calophyllaceae. Inga underarter finns listade i Catalogue of Life.